# Julius Lemppenau
Emil Hermann Julius Lemppenau (* 29. August 1877 in Stuttgart; † 23. April 1944 ebenda) war ein württembergischer Oberamtmann.

## Leben
Lemppenau, Sohn eines Apothekers und evangelischer Konfession, studierte von 1895 bis 1899 Rechtswissenschaften in Tübingen und Leipzig. Seit 1895 war er Mitglied der Studentenverbindung Tübinger Wingolf. Er legte 1899 die erste und 1901 die zweite höhere Dienstprüfung ab.
1901 trat er in die württembergische Innenverwaltung ein. Er leistete von 1914 bis 1918 Kriegsdienst. 1916 wurde er Oberregierungsassessor und 1918 planmäßiger Assessor beim Oberamt Reutlingen mit dem Titel Oberamtmann. Von 1919 bis 1926 leitete er als Oberamtmann das Oberamt Balingen. 1926 wurde er Oberregierungsrat in der Ministerialabteilung für Bezirks- und Körperschaftsverwaltung. 1931 wurde er zugleich Beisitzer am Dienststrafhof für Körperschaftsbeamte und 1932 zugleich Staatskommissar für die Gemeinde Schloßberg. 1944 erfolgte auf Antrag die Zurruhesetzung.
Von 1918 bis 1919 war er Mitglied in der Württembergischen Bürgerpartei, der Landespartei der Deutschnationalen Volkspartei (DNVP) im Volksstaat Württemberg. Sein NSDAP-Aufnahmeantrag wurde 1933 von der NSDAP-Kreisleitung Stuttgart abgelehnt.